# Die fetten Jahre sind vorbei
Die fetten Jahre sind vorbei (Engelse titel: The Edukators) is een film van de Oostenrijkse regisseur Hans Weingartner uit het jaar 2004. De hoofdrollen worden gespeeld door Daniel Brühl, Julia Jentsch, Stipe Erceg en Burghart Klaußner. De film duurt 127 minuten.

## Verhaal
De film gaat over twee vrienden, Jan (Brühl) en Peter (Erceg), met links-revolutionaire ideeën. Hun weerstand tegen het burgerlijke establishment uiten ze door in te breken bij rijke mensen. Ze stelen niets, maar verzetten meubels en laten briefjes achter met teksten als "De vette jaren zijn voorbij" en "U heeft te veel geld". Om er zeker van te zijn dat de bewoners van de huizen waarin ze binnendringen afwezig zijn, wordt er weken van tevoren in geprivilegieerde wijken gepatrouilleerd.
Wanneer Peter een week op vakantie is ontstaat er een romance tussen Jan en Peters vriendin Jule (Jentsch). Zij ontdekt het geheim van de nachtelijke activiteiten van de twee vrienden en gaat met Jan mee op patrouille. Jule herkent het huis van Justus Hardenberg (Klaußner), de man voor wie ze nog acht jaar zal moeten werken: vanwege een door haar veroorzaakt auto-ongeluk is ze hem € 100.000 schuldig. Jan en Jule gaan te onvoorzichtig te werk en worden betrapt door Hardenberg. Met behulp van de inmiddels teruggekeerde Peter besluiten ze hem te ontvoeren. Tijdens een intens verblijf in de Alpen blijkt Hardenberg niet altijd tot de kapitalisten behoord te hebben: eind jaren 60 was hij zelf ook revolutionair. Daarnaast ontdekt Peter de verhouding tussen zijn vriendin en zijn beste vriend, hetgeen tot heftige emoties leidt.
Uiteindelijk kunnen de drie jongeren de ontvoering niet rijmen met hun geweten en idealen en besluiten ze Hardenberg terug naar huis te brengen. Tijdens de ontvoering heeft Hardenberg, die vroeger zelf ook links en idealistisch was, sympathie gekregen voor Jan, Peter en Jule en hij scheldt haar de schuld kwijt. De film eindigt met een inval van de politie in het appartement van Jan en Peter. Het appartement blijkt leeg en op de muur staat "Sommigen mensen veranderen nooit". Jan, Peter en Jule worden wakker in een hotel.

## Prijzen
De film streed als eerste Duitstalige productie sinds 1993 mee om de Gouden Palm op het Filmfestival van Cannes.  In februari 2004 won de film de Preis der deutschen Filmkritik in de categorie "beste speelfilm". In de zomer van dat jaar werd Die fetten Jahre sind vorbei in München met de Bayerische Filmförderpreis onderscheiden.